# Zbrodnia w Bochni
Zbrodnia w Bochni – mord popełniony na 52 cywilnych mieszkańcach miasta Bochnia i okolic, dokonany przez okupanta niemieckiego w dniu 18 grudnia 1939 roku. Obok zbrodni w Wawrze, była to jedna z pierwszych masowych egzekucji na ziemiach polskich oraz Generalnym Gubernatorstwie podczas II wojny światowej, w której wbrew prawu międzynarodowemu zastosowano zasadę odpowiedzialności zbiorowej.

## Geneza
Wydarzenia w Bochni zapoczątkował, dokonany 16 grudnia 1939 roku, napad na posterunek policji niemieckiej, dokonany przez członków konspiracyjnej Organizacji Orła Białego (wywodzącej się ze Związku Strzeleckiego), Jarosława Krzyszkowskiego i Fryderyka Piątkowskiego. W kilkugodzinnej walce o posterunek zginęło dwóch policjantów, w tym komendant placówki. Krzyszkowski i Piątkowski zostali ciężko ranni, a następnego dnia pochwyceni i powieszeni na słupie latarni znajdującej się przed posterunkiem policji.
17 grudnia do Bochni przyjechała karna ekspedycja w sile jednego batalionu SS i rozlokowała się w okolicach Rynku. 18 grudnia, w odwecie za akcję, dokonano aresztowań 23 mieszkańców Bochni, do których dołączono grupę 29 osób wyprowadzoną z aresztu Sądu Grodzkiego, pochodzących z miasta i jego okolic (uwięzionych wcześniej za drobne wykroczenia przeciwko okupacyjnym władzom niemieckim lub osadzonych bez żadnych istotnych powodów).

## Zbrodnia
Zgromadzonych 52 ludzi z rękoma podniesionymi do góry popędzono w stronę pobliskiego wzgórza Uzbornia, gdzie zostali zamordowani przez pluton egzekucyjny strzałami z karabinów. Zwłoki, w tym ciała Krzyszkowskiego i Piątkowskiego (zdjęte z latarni dopiero po czterech dniach), pochowano w dwóch dołach w miejscu egzekucji, wykopanych przez przymuszonych do tego Żydów. Akcją kierował bezpośrednio major Albrecht, towarzyszył mu w charakterze obserwatora gubernator dystryktu krakowskiego Otto Wächter.
Po wojnie władze alianckie znalazły u jednego z aresztowanych Niemców album z 24 zdjęciami z aresztowań i egzekucji w Bochni, zatytułowany „Sühne für Bochnia 18 XII 1939” (pol. „Kara dla Bochni 18 XII 1939”), który współcześnie przechowywany jest w archiwum Instytutu Pamięci Narodowej w Warszawie.
W 1949 roku mieszkańcy Bochni postawili w miejscu zbrodni pamiątkowy obelisk.

## Galeria

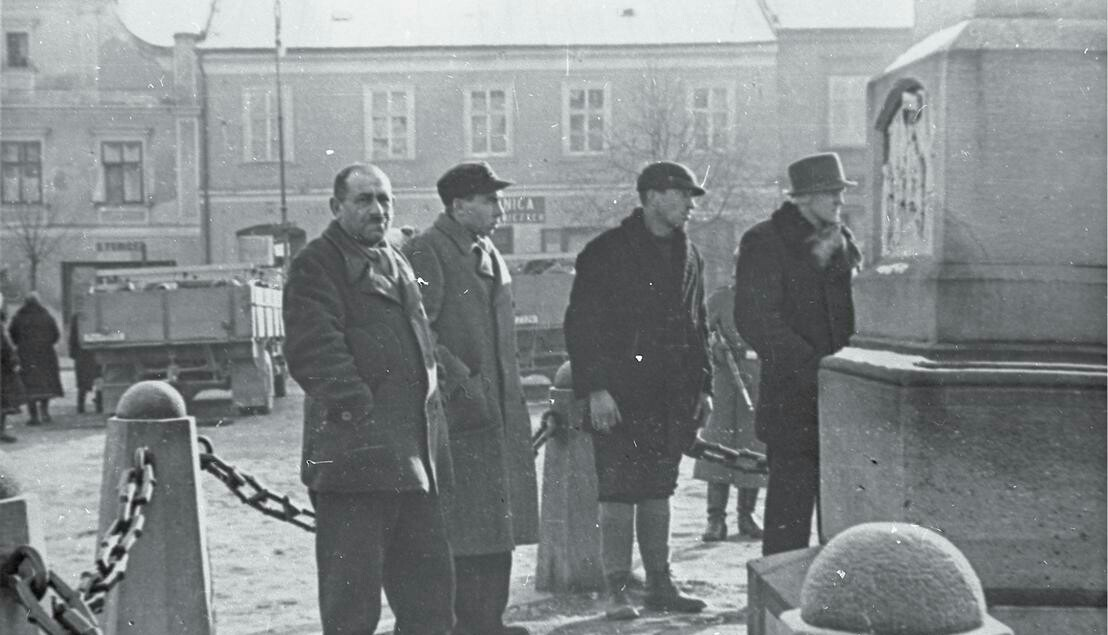
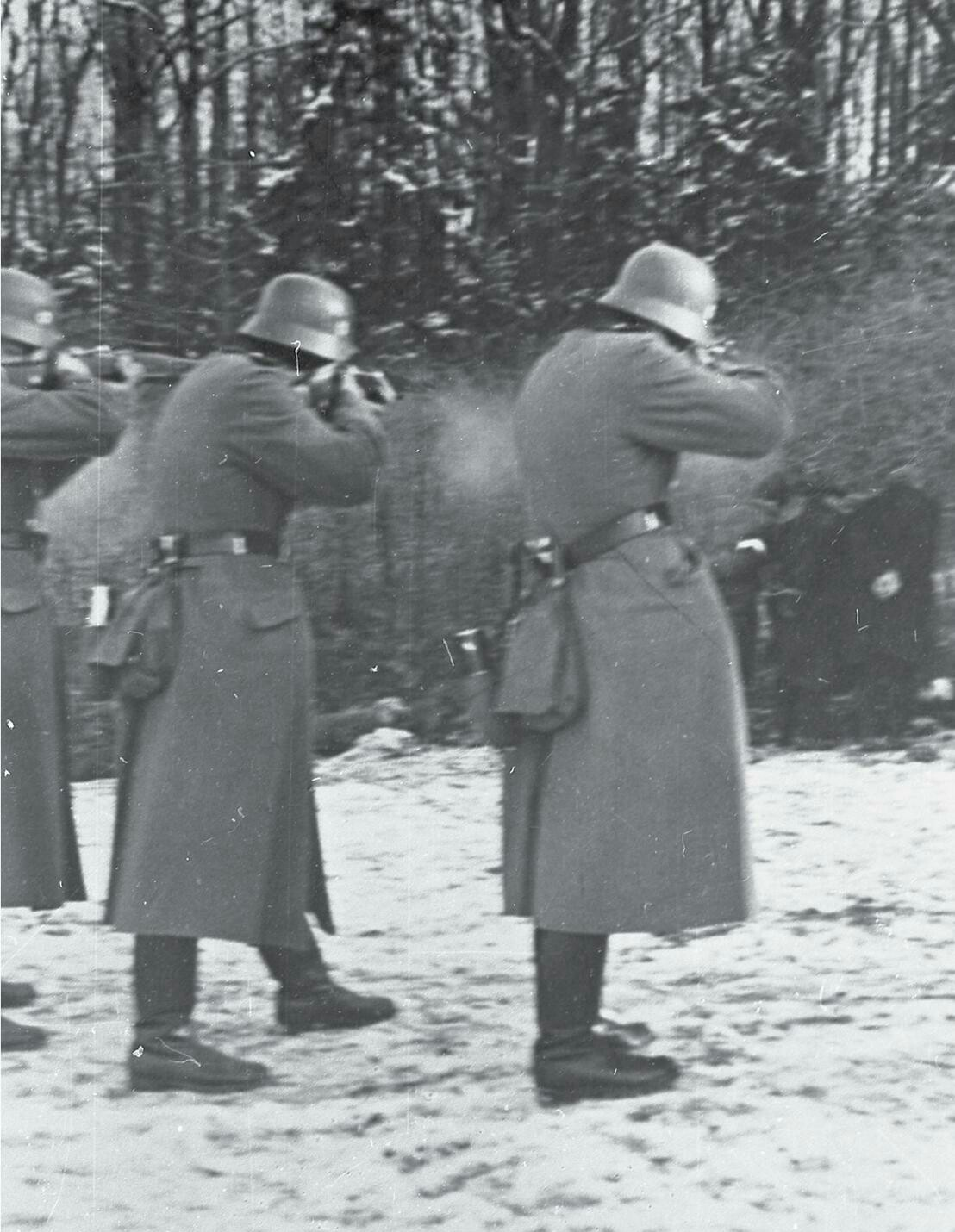
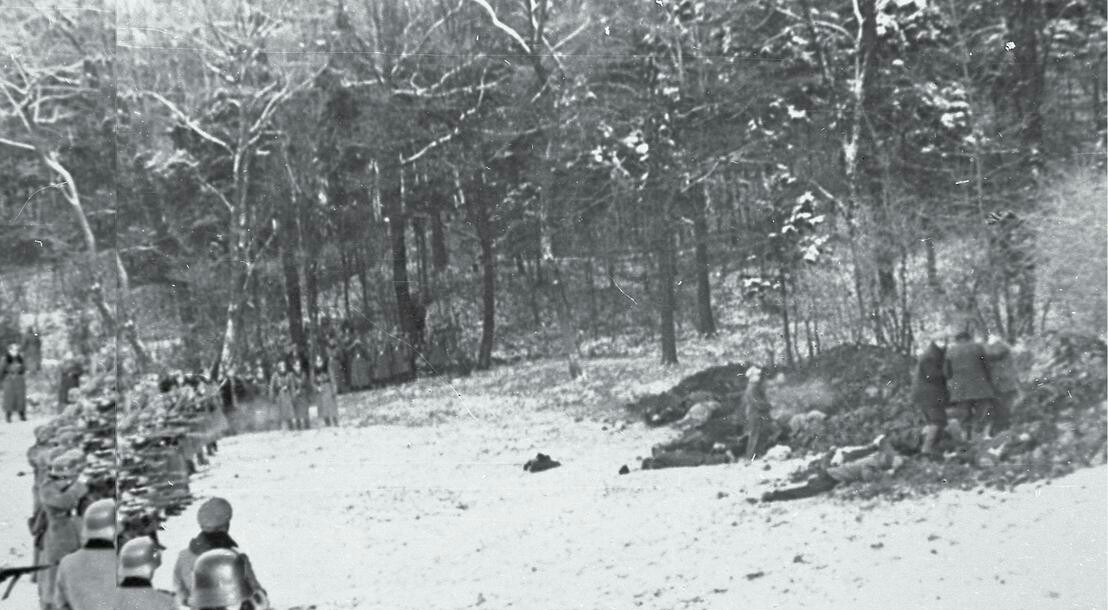
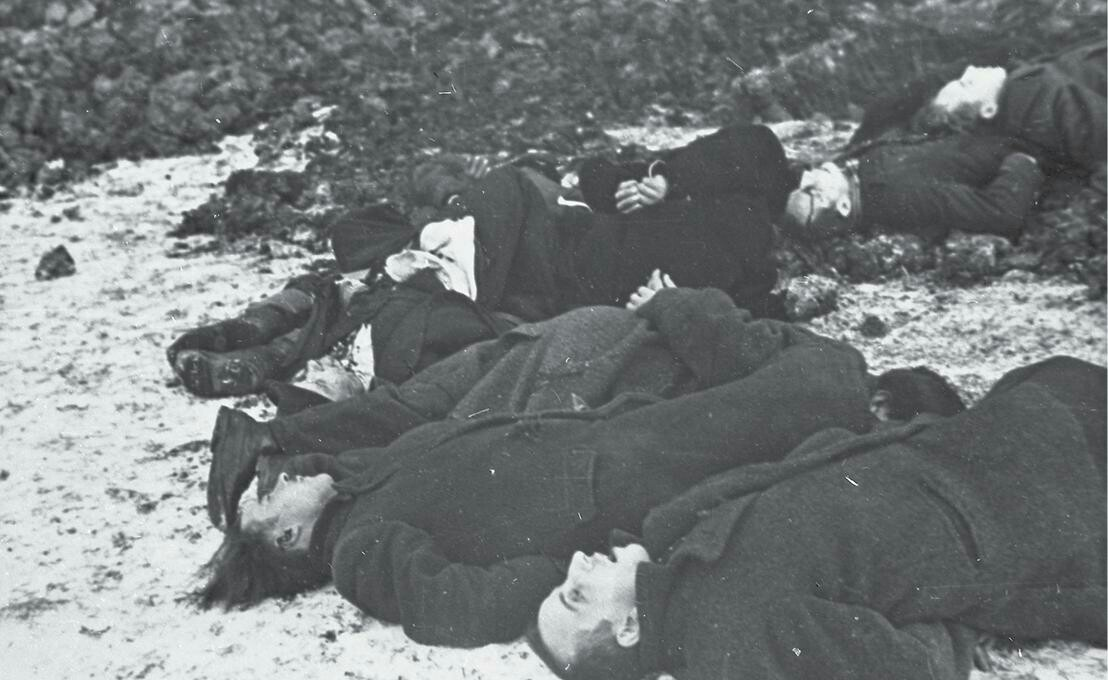
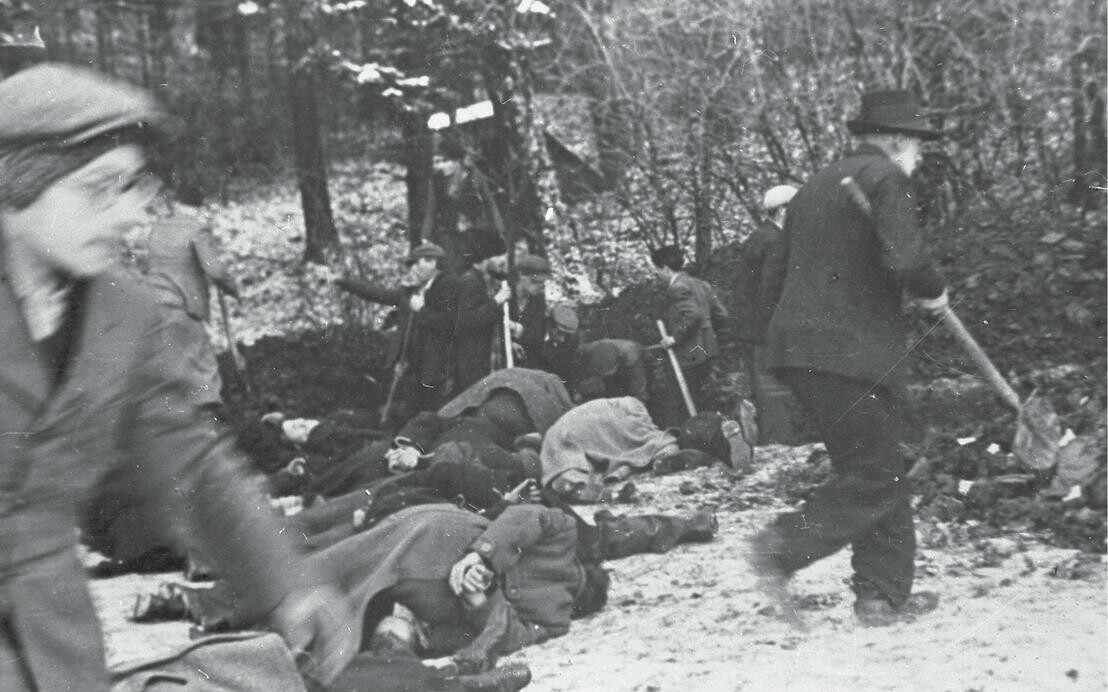
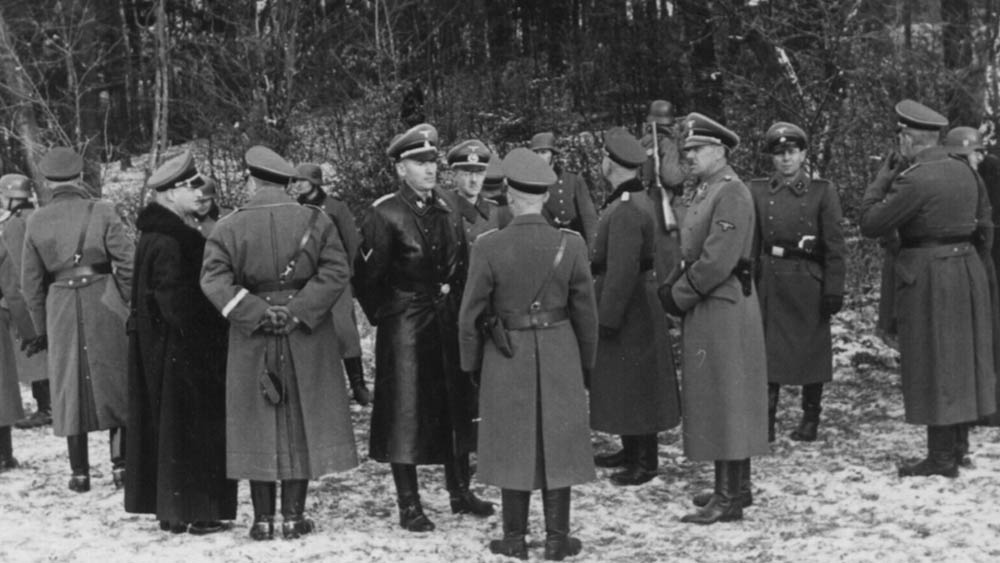
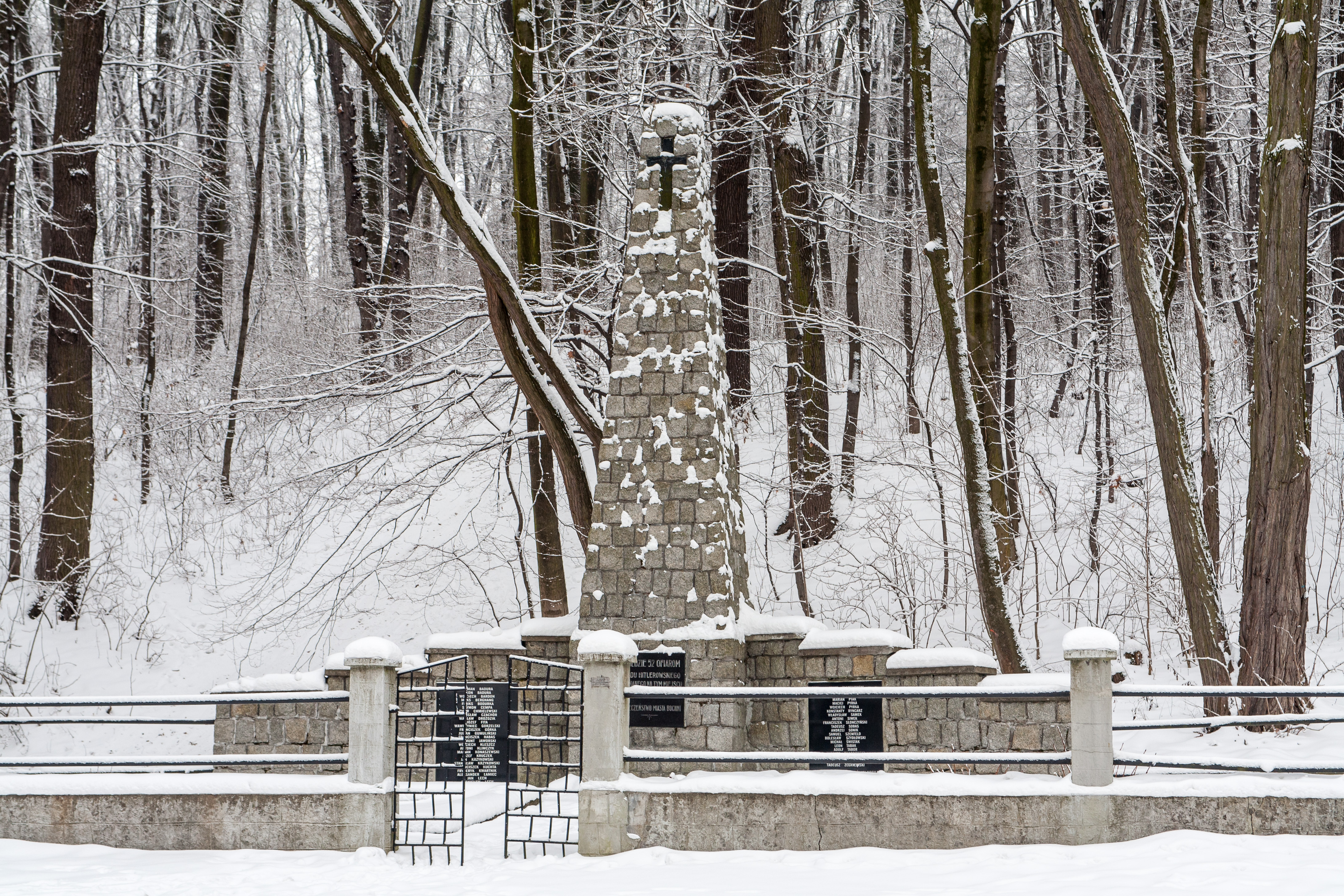
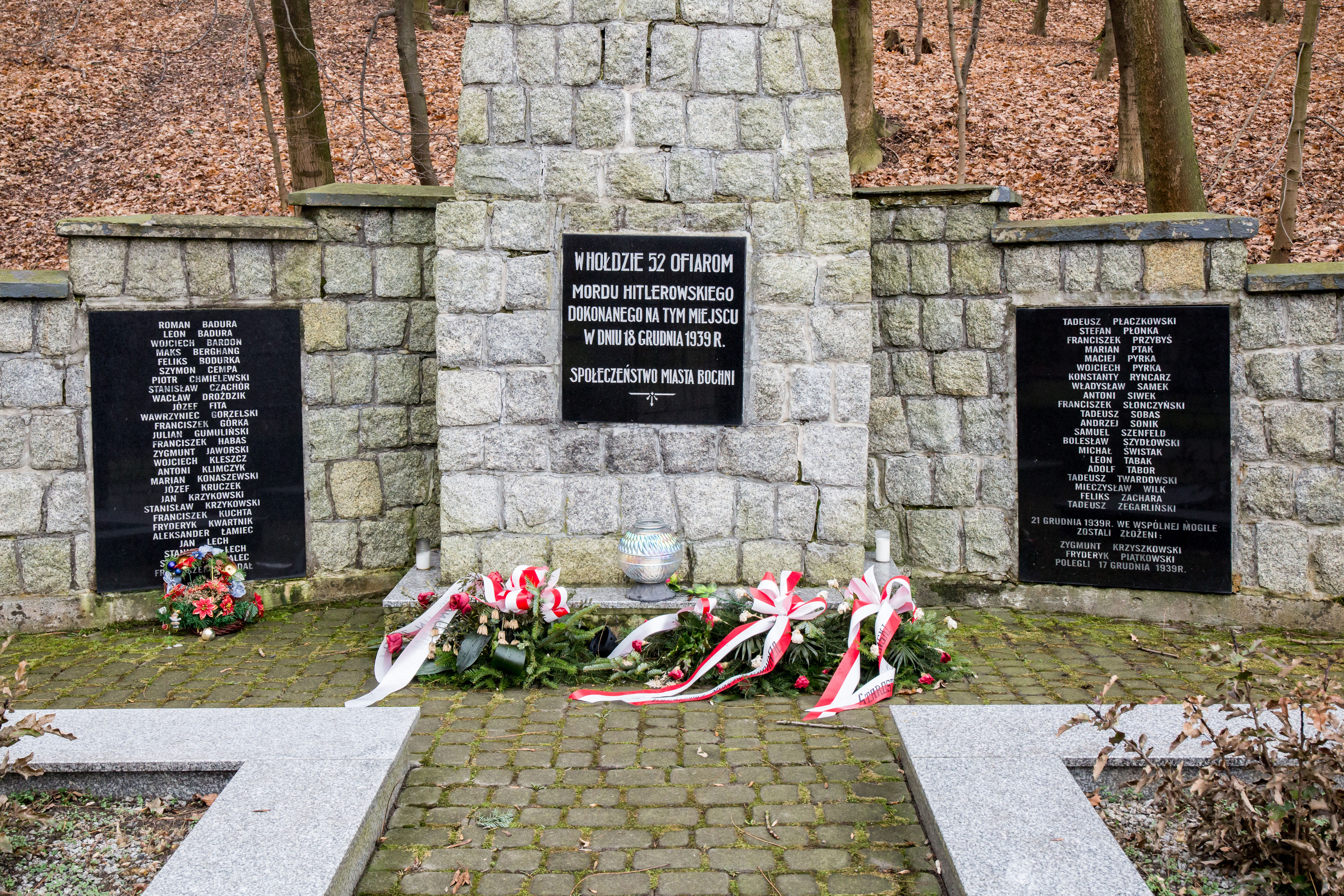
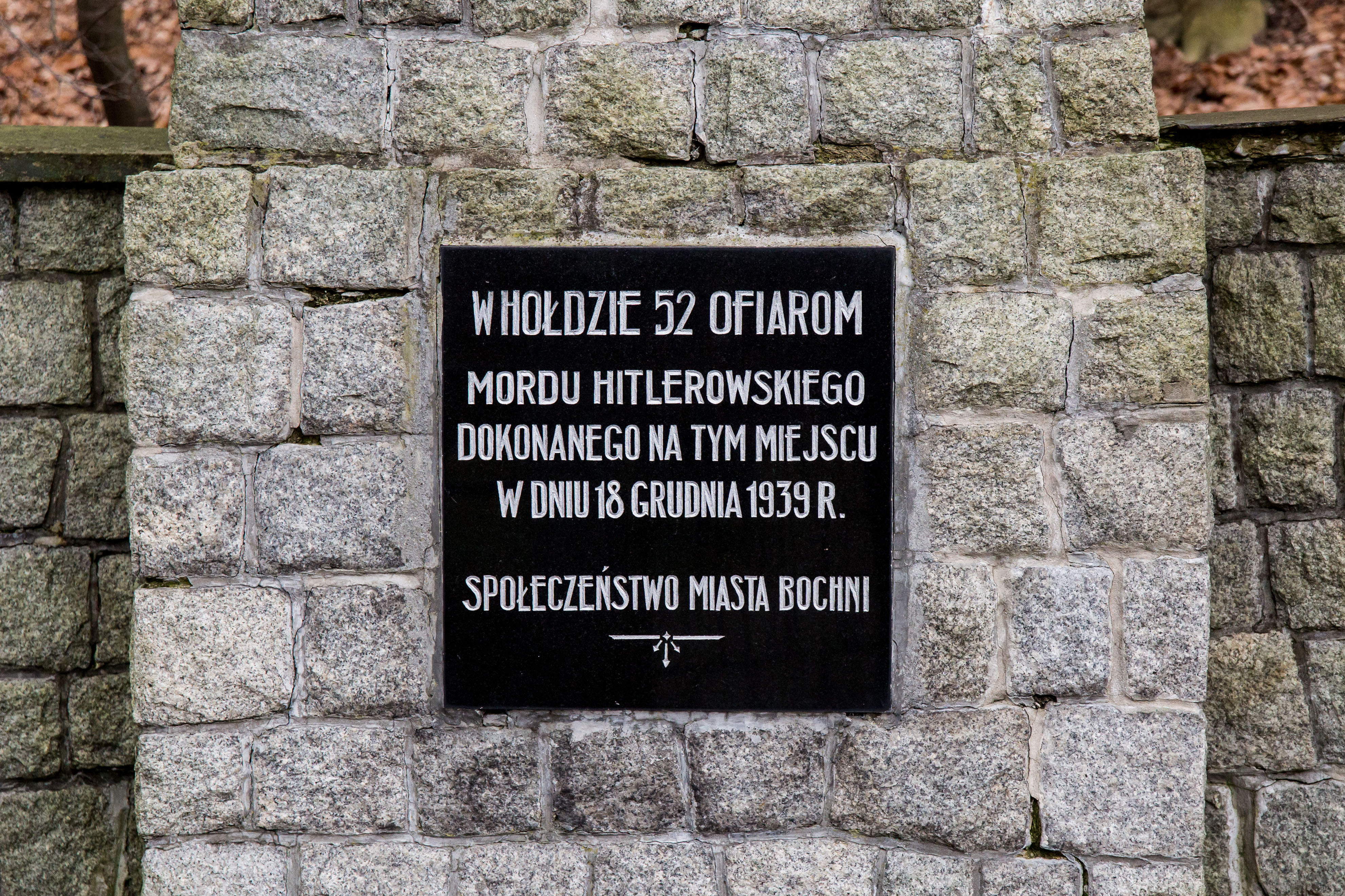
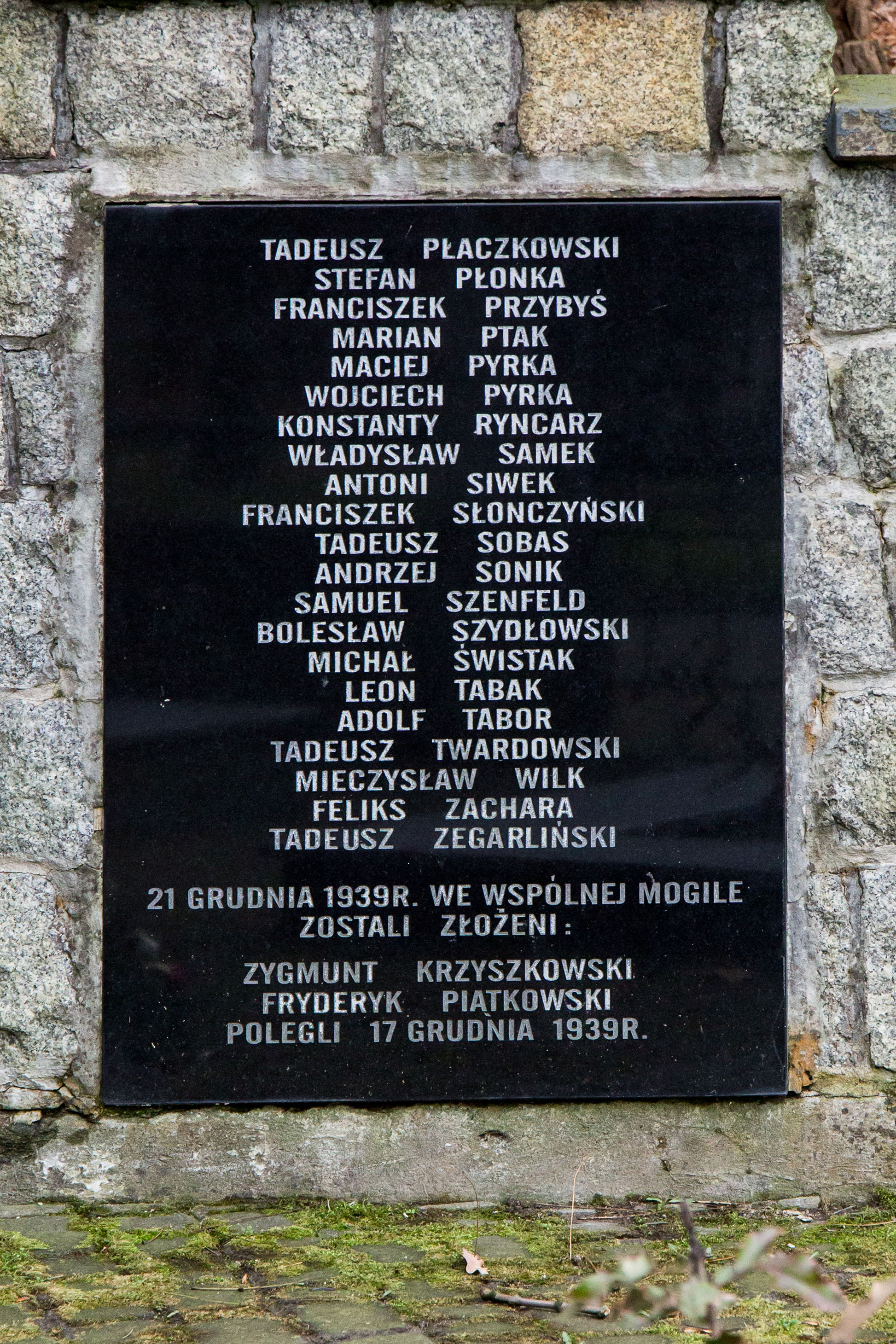
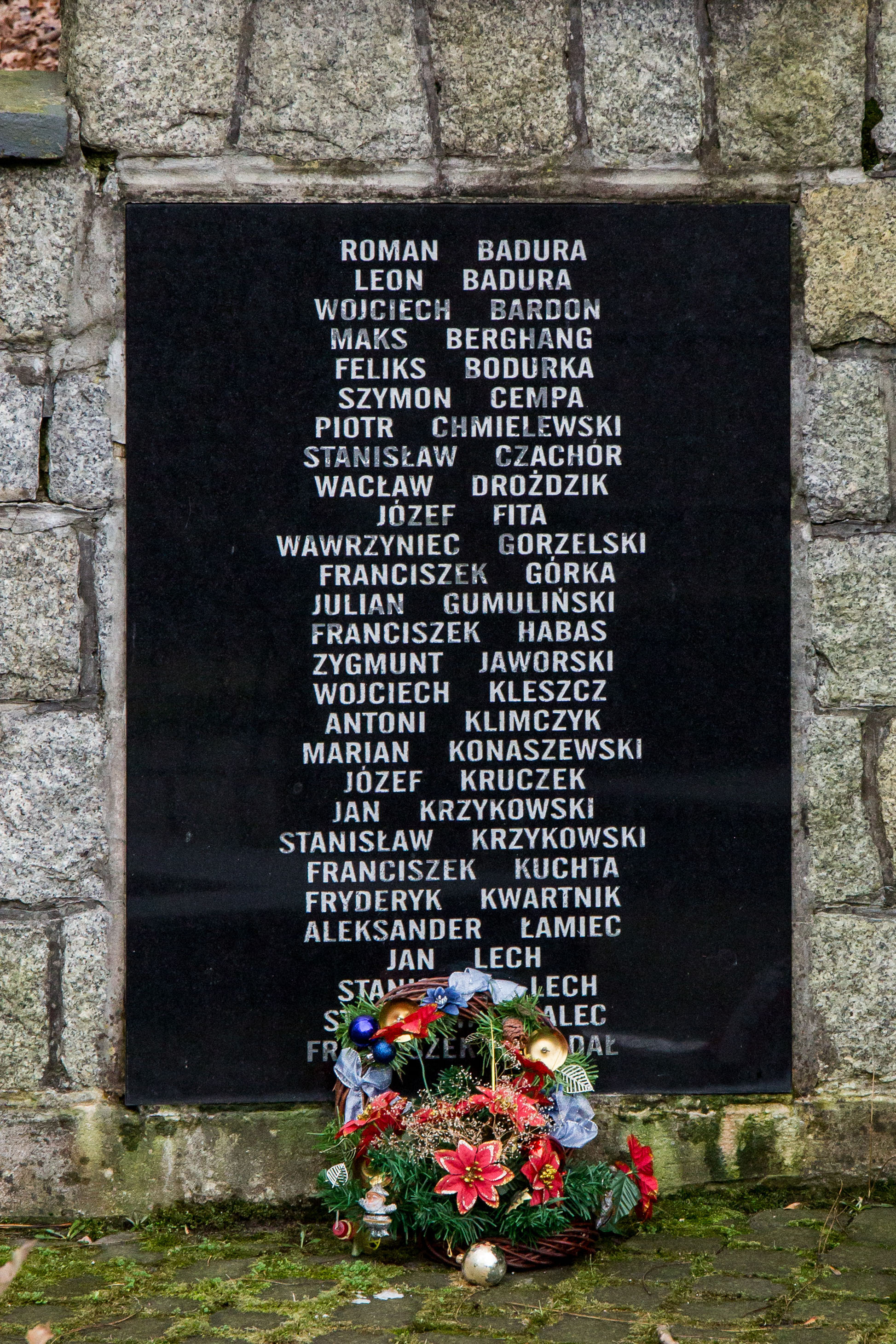